# Kazimierz Sowirko
Kazimierz Sowirko (ur. 1939 w Sanoku) – polski nauczyciel polonista, poeta i pisarz.

## Życiorys
Urodził się w 1939 w Sanoku jako syn Polki i Łemka. W 1957 zdał egzamin dojrzałości w Liceum Ogólnokształcącym Męskim w Sanoku. W 1962 ukończył studia filologii polskiej na Uniwersytecie Jagiellońskim. Pracował jako nauczyciel polonista w macierzystym liceum. Z powodu kontuzji oka został uznany za niezdolnego do wykonywania zawodu nauczyciela. Pracował w branży przemysłowej w sanockich zakładach przemysłowych. Po wyjeździe z Sanoka osiadł na Żuławach Wiślanych, zamieszkując w Nowym Dworze Gdańskim.  Ukończył zaocznie studia prawnicze na Uniwersytecie Marii Curie-Skłodowskiej w Lublinie.
Pracę pisarską podjął w 1992, gdy został dotknięty inwalidztwem wzroku. Jego twórczość literacką w zakresie prozy i poezji stanowią powieści, zbiory opowiadań, tomiki poezji, a także cykl reportaży o charakterze krajoznawczym. Utwory poetyckie Kazimierza Sowirki i prozatorskie ukazywały się w wydaniach miesięcznika „Nasze Sprawy” (pisma rehabilitacyjno-gospodarczego zakładów pracy chronionej) oraz kwartalnika „Słowem i Kształtem” (wydawanego przez Fundację Sztuki Osób Niepełnosprawnych).
Został działaczem i wiceprezesem stowarzyszenia Elbląskie Stowarzyszenie Twórcze, także członkiem oddziału gdańskiego Związku Literatów Polskich. Z uwagi na poważne osłabienie wzroku został członkiem Polskiego Związku Niewidomych.

## Twórczość
Tomiki poezji
- Z Augiaszowej stajni (2005, wyd. Elbląskie Stowarzyszenie Twórcze, ISBN 83-923281-0-8)[10][11]
- W klimacie Łemkowszczyzny (wybór prozy i poezja Łemki) (2014, wyd. Elbląskie Stowarzyszenie Twórcze, ISBN 978-83-923281-8-6)[12][13]
- Półgębkiem (2015, wyd. Elbląskie Stowarzyszenie Twórcze, ISBN 978-83-923281-7-9)[14][15]
- Bodiaki (2015, wyd. Elbląskie Stowarzyszenie Twórcze, ISBN 978-83-923281-1-6)[16][17]

Utwory prozatorskie
- Pod niebem bogów (2003, wyd. Elbląskie Stowarzyszenie Twórcze, ISBN 978-83-727309-1-6)[18]
- Rusnaki (2003, wyd. Oficyna Wydawnicza Ston 2, ISBN 978-83-727310-9-8)[19]
- W zaułkach piekła (2004, wyd. Elbląskie Stowarzyszenie Twórcze, ISBN 978-83-727311-9-7)[20]
- Odcienie zemsty (2006, wyd. Elbląskie Stowarzyszenie Twórcze, ISBN 978-83-923281-1-6)[21]
- Dom pośród czartów (2007, wyd. Elbląskie Stowarzyszenie Twórcze, ISBN 978-83-923281-2-4)[22]
- Meandry pamięci (2008, wyd. Elbląskie Stowarzyszenie Twórcze, ISBN 978-83-923281-3-1)[23][24]
- Swojskie pejzaże (2010, wyd. Elbląskie Stowarzyszenie Twórcze, ISBN 978-83-923281-5-5)[25]
- Spopielałe zapiski Casanovy (2012, wyd. Elbląskie Stowarzyszenie Twórcze, ISBN 978-83-923281-6-2)[26][27]
- W klimacie Łemkowszczyzny (2014, wyd. Elbląskie Stowarzyszenie Twórcze, ISBN 978-83-923281-8-6)[12]
- Półgębkiem (Fraszki, morałki i dyrdymałki) (2014, wyd. Elbląskie Stowarzyszenie Twórcze, ISBN 978-83-923-2817-9)[28]
- Śladami Łemków (2015, wyd. Elbląskie Stowarzyszenie Twórcze, ISBN 978-83-942249-0-5)[29][30]

## Nagrody
- Godło „Radosław” w konkursie literackim organizowanym przez Fundację Sztuki Osób Niepełnosprawnych w kategorii prozy za utwór Góralska potęga (1994)[31]
- Godło „Radosław” i wyróżnienie honorowe w konkursie literackim organizowanym przez Fundację Sztuki Osób Niepełnosprawnych w kategorii prozy za utwór Pamiętaj, módl się (1996)[32]
- Pierwsza nagroda ex aequo w VI konkursie literackim Fundacji Sztuki Osób Niepełnosprawnych w kategorii prozy za utwór Staszka Puff (1999)[33][34]
- Godło „Radosław” w konkursie literackim organizowanym przez Fundację Sztuki Osób Niepełnosprawnych w kategorii prozy za utwór Orangutan (2000)[35]
- Trzecia nagroda w VII konkursie literackim Fundacji Sztuki Osób Niepełnosprawnych (2000)[36]
- Wyróżnienie w X konkursie literackim Fundacji Sztuki Osób Niepełnosprawnych (2002)[37]
- „Prozaik Roku 2003” w konkursie Mała forma literacka w ramach podsumowania roku artystycznego niewidomych twórców PZN[38]
- Tytuł „Mecenata Kultury Żuławskiej" w Nowym Dworze Gdańskim (2008)[39]
- Wyróżnienie równorzędne w XV ogólnopolskim konkursie literackim dla osób niepełnosprawnych (2008)[40]